# Gosende
Gosende is een plaats (freguesia) in de Portugese gemeente Castro Daire en telt 557 inwoners (2001).